# 9 (animação de 2009)
9 (no Brasil, 9 - A Salvação ) é um filme animado estadunidense de ficção científica e fantasia que estreou em setembro de 2009. O filme é dirigido por Shane Acker, produzido por Tim Burton e Timur Bekmambetov, e baseado no filme homônimo em 2005 produzido por Acker e indicado para Oscar de melhor curta de animação de 2006. O filme é produzido em computação gráfica, porém, em um estilo que lembra uma animação em stop-motion, que Tim Burton descreveu como "assombrosamente belo". A trilha sonora é composta por Danny Elfman, tradicional colaborador de Burton, e a direção de arte ficará por conta de Christophe Vacher. Nos EUA, o filme foi classificado como PG-13 pela Motion Picture Association of America (equivalente a 12 anos) por causa da violência e imagens assustadoras.

## Enredo
Na Alemanha, na década de 30, um cientista é ordenado por seu ditador a construir uma máquina com inteligência artificial "em nome do progresso". Usando de seu próprio intelecto, ele cria o C.É.R.E.B.R.O., um robô altamente inteligente, mas sem alma. Após a conclusão do projeto, durante a 2.ª guerra mundial, o ditador imediatamente confisca o robô e o transforma em uma grande máquina industrial para construir um exército mecânico e levar a Alemanha à vitória. Por notar que estava sendo usada para matar, o C.É.R.E.B.R.O. decide exterminar toda a vida na Terra, reprogramando as máquinas de combate para acabar com toda vida animal, vegetal e microbiana usando armas químicas. Com a humanidade à beira da extinção, o cientista usa a alquimia para criar nove pequenos bonecos robóticos, transferindo sua alma para lhes dar vida por meio de um pequeno talismã. Seu corpo não aguenta e ele morre após criar o nono boneco. Algum tempo depois, 9, o último boneco criado, acorda no laboratório do cientista e sai levando o talismã com ele. Enquanto caminha pela cidade destruída, ele encontra 2, um inventor que lhe dá uma caixa de voz e fica surpreso ao ver o talismã. A Fera, a última máquina ainda ativa, ataca a dupla e sequestra e 2 e o talismã. 9 desmaia e acorda na torre de uma catedral que abriga outros bonecos: O líder "1", o engenheiro "5", o oráculo "6" e o guarda-costas "8". 1 imediatamente declara 2 como morto, mas 9 convence 5 a ir para a fábrica onde 2 foi levado. Após encontrarem 2 em uma gaiola, a Fera ataca novamente, mas é morta pela guerreira "7". Curioso, 9 encaixa o talismã em um pequeno espaço, reativando a máquina industrial, que suga a alma de 2. 9, 5 e 7 conseguem fugir.
7 leva 9 e 5 para uma biblioteca, onde os gêmeos 3 e 4 revelam as origens do C.É.R.E.B.R.O. 5 percebe que os símbolos do talismã coincidem com os desenhos de 6. Eles vão até a catedral investigar, mas 1 intervém e os repreende por desobedecê-lo. Enquanto isso, o C.É.R.E.B.R.O. constrói a Fera alada, um robô voador que ataca os bonecos. A máquina é destruída ao custo do esconderijo, que foi destruído por um incêndio causado durante a batalha. Os bonecos vão para a biblioteca.
A máquina encontra o corpo de 2 e o usa para construir uma nova máquina, a Costureira, parecida com uma serpente. A Costureira ataca a biblioteca e consegue capturar 7 e 8, mas o corpo de 2 é recuperado e é feito um funeral em sua homenagem. Os bonecos vão para a fábrica tentar salvar seus amigos. Como parte do plano, 9 entra sozinho, mata a Costureira e salva 7, mas não consegue impedir que a alma de 8 seja sugada. Após uma fuga arriscada, o grupo explode a fábrica com um barril de petróleo.
Todos comemoram a destruição da fabrica e se divertem ouvindo música em uma vitrola antiga, mas o C.É.R.E.B.R.O. emerge repentinamente das ruínas e suga as almas de 5 e 6. 9 volta para o laboratório, onde encontra uma mensagem do cientista destinada a ele, explicando de forma mais detalhada as origens do C.É.R.E.B.R.O., e que os bonecos possuem partes de sua própria alma, tornando-os a última esperança da humanidade. Após essa revelação, 9 retorna.
9 conta-lhes seu plano, se sacrificar enquanto os outros pegam o talismã (uma vez que a máquina precisa ficar parada para ativar o talismã). Mudando de opinião, 1 empurra 9 para fora do caminho no último segundo e se sacrifica em seu lugar, permitindo-o retirar o talismã do corpo da máquina e reabsorver as almas de seus amigos, destruindo-a.
O grupo liberta as almas de seus amigos do talismã e elas voam até o céu, após isso começa a chover, com a água trazendo pequenas bactérias brilhantes da alta atmosfera, devolvendo a vida de volta ao mundo.

## Personagens

### Bonecos
- Elijah Wood como 9: o protagonista. De bom coração, pensativo e sincero, ele está sempre disposto a arriscar sua vida para salvar a dos outros. Apesar de ser um recém-chegado no grupo, ele mostra as qualidades de liderança que podem ajudá-los a sobreviver. Ele busca a verdade na história do mundo e dos bonecos e deseja descobrir o sentido da vida.
- John C. Reilly como 5: um curandeiro, mecânico habilidoso e aprendiz de 2. Ele perdeu seu olho esquerdo durante a guerra da humanidade contra as máquinas. É visivelmente apaixonado por 7 e sabe que é recíproco.
- Jennifer Connelly como 7: uma guerreira rebelde e solitária, mas leal e gentil.
- Christopher Plummer como 1: o mais velho dos bonecos e seu líder autoproclamado. Ele é esperto e reservado, porém controlador, irritável, e apreensivo a confiar em 9.
- Crispin Glover como 6: Um artista impulsivo. Ele tem visões do passado e futuro, e regista-as em desenhos para interpretá-las.
- Martin Landau como 2: Um velho e gentil inventor que é fascinado por sucata e por explorar áreas abandonadas em busca de componentes para suas invenções.
- Fred Tatasciore como 8: Um gigante atrapalhado. Ele é o fiel guarda-costas de 1, mas não é muito esperto e é facilmente enganável.
- 3 e 4: Os gêmeos curiosos e tímidos. Incapazes de falar, eles se comunicam usando luzes piscantes em seus olhos e, quando precisam explicar algo aos demais, projetam imagens com seus olhos.

### Humanos
- O cientista: O criador dos bonecos, que transferiu-lhes sua vida através de uma das suas invenções.
- O ditador: O responsável por fazer o C.É.R.E.B.R.O. se voltar contra a humanidade após trair o cientista.

### Máquinas
- C.É.R.E.B.R.O.: um robô criado pelo Cientista. Ele persegue os bonecos no intuito de roubar a alma do cientista contida em cada um deles, o motivo é desconhecido.
- Fera: A última máquina ainda ativa até sua destruição. Parece uma mistura entre um felino e um primata. Possui espinhos nas costas, usa um crânio de gato verdadeiro como cabeça, seu olho esquerdo brilha na cor vermelha e o direito é uma lanterna.
- Fera Alada: Uma máquina voadora criada para caçar os bonecos. Possui facas e tesouras em sua boca, pequenos olhos vermelhos ao redor da cabeça, usa os restos de uma bandeira como asas e tem um arpão na cauda. Seu corpo também parece ser feito de ossos humanos.
- Costureira: O robô mais perigoso do C.É.R.E.B.R.O. Seu corpo serpentino possui vários membros finos de metal que terminam em tesouras, facas, agulhas e lâminas. Tem carretéis de linha vermelha presos às suas costas e usa o corpo morto de 2 como armadilha hipnótica na ponta da cauda. Sua cabeça é feita de parte de um crânio humano com um olho vermelho brilhante, com tecido retrátil em volta.
- Investigadores: Robôs parecidos com balões de ar quente, com holofotes e alarmes para sobrevoar e vigiar a fábrica.
- Robôs-aranha: Pequenos, foram criados para repovoar o planeta, mas não tiveram chance de sair da fábrica.
- Gigantes de aço: Robôs gigantes bípedes primeiramente usados pela Alemanha em sua vitória na segunda guerra, foram reprogramados pelo C.É.R.E.B.R.O. quando já estavam espalhados por todo o planeta, usando de um gás tóxico capaz de matar qualquer ser vivo (incluindo bactérias) e metralhadoras poderosas que penetram até concreto. Parecem uma fusão entre os Tripods de A guerra dos mundos e os AT-ST de Star Wars, com uma cabeça redonda resistente à tiros e coquetel Molotov.